# Homaluroides giganteus
Homaluroides giganteus är en tvåvingeart som först beskrevs av Oswald Duda 1930.  Homaluroides giganteus ingår i släktet Homaluroides och familjen fritflugor. Inga underarter finns listade i Catalogue of Life.